# Richie Ginther
Richie Ginther (n. 5 august 1930 - d. 20 septembrie 1989) a fost un pilot american de Formula 1 care a evoluat în Campionatul Mondial între anii 1960 și 1967.